# Otto Damerau
Otto Damerau (* 15. April 1877 in Bad Flinsberg; † 2. März 1961 in Hoyerswerda) war ein deutscher Postinspektor, Bodendenkmalpfleger und Kurator des Heimatmuseums Hoyerswerda. Am 15. August 1953 wurde ihm die Ehrenbürgerwürde der Stadt Hoyerswerda verliehen.

## Leben
Durch den Fund eines Steinhammers angeregt, unternahm er als 25-Jähriger erste archäologische Ausgrabungen in einem Dorf bei Sprottau. Damerau war ab 1. Januar 1914 Telegraphenbezirksbauführer und ab 1921 Telegrapheninspektor in Hoyerswerda, nach 1945 Leiter des Kulturamtes beim Landratsamt Hoyerswerda. Als Hobby-Archäologe und Bodendenkmalpfleger machte er Rettungsgrabungen in Tagebauvorfeldern und schuf somit den Grundstock für das Heimatmuseum, indem er eine umfangreiche Sammlung von Keramiken aus der Bronzezeit sicherte. 1924 war er gemeinsam mit den Herren Noack, Ringpfeil, Vogt und Pfarrer Unger Mitbegründer der Gesellschaft für Heimatkunde. 1932 wurde auf sein Betreiben durch die Gesellschaft für Heimatkunde das Heimatmuseum am 22. Mai 1932 im Haus Burgplatz 8 eröffnet. Damerau war ab 1942 dort Leiter, nach kriegsbedingter Schließung kam es zur Wiedereröffnung im Oktober 1945. Mit Dameraus Hilfe zog das Museum 1952 ins Hoyerswerdaer Schloss. Als Autodidakt eignete er sich mit der Zeit eine Fachkenntnis an, die sogar die übergeordneten Museen und Landesstellen beeindruckte, so dass etliche seiner Funde in Hoyerswerda verbleiben durften. Als Leiter des Kulturamtes nach 1945 wurde er auch damit beauftragt, die erhalten gebliebenen Kunstgegenstände in den Herrenhäusern der Umgebung zu erfassen und zu sichern.
Im Stadtmuseum sind ein von ihm selbstgebautes Modell einer frühgeschichtlichen Hütte, eine Tafel, die der Gesellschaft für Heimatkunde gewidmet ist sowie eine Kopie seiner Berufungsurkunde zum Museumsleiter, seine Vereins-Mitgliedskarte und sein Ausweis als Naturschutzbeauftragter ausgestellt.

## Ehrungen
Für sein Lebenswerk verlieh man ihm 1953 die Ehrenbürgerwürde der Stadt Hoyerswerda. 1991 wurde eine Straße in Hoyerswerda nach ihm umbenannt. Sein Grab ist nicht erhalten. Otto Damerau war als eine der letzten Personen auf dem alten Friedhof bestattet worden, dem heutigen „Park am Ehrenhain“ am Martin-Luther-King-Haus Hoyerswerda.